# Ranunculus cacuminis
Ranunculus cacuminis är en ranunkelväxtart som beskrevs av Arne Strid och C. Papanicolaou 1978. Ranunculus cacuminis ingår i släktet ranunkler, och familjen ranunkelväxter. Inga underarter finns listade i Catalogue of Life.